# Entertainment Weekly
Entertainment Weekly (по-русски Энтертейнмент Уикли, сокращённо EW) — американский еженедельный журнал, публикуемый издательским домом Time Inc., филиалом компании Time Warner, с 16 февраля 1990 года. Рассказывает в основном о фильмах, телевизионных сериалах, мюзиклах на Бродвее, книгах и прочих объектах массовой культуры. В отличие от большинства подобных изданий журнал не фокусируется на личной жизни знаменитостей, предоставляя читателю прежде всего новости о последних релизах и профессионально выполненные рецензии. Тематически схож с такими еженедельниками как Variety и The Hollywood Reporter, однако менее специализирован, охватывая более широкую аудиторию.

## История
Создан в 1990 году нью-йоркским журналистом Джеффом Джарвисом, как передовой обозреватель мировой поп-культуры. На обложке первого номера была изображена канадская кантри-исполнительница Кэтрин Дон Ланг, вплоть до середины 1992 года заглавное слово «Entertainment» писалось с маленькой буквы. Уже в 2003 году тираж превысил 1,7 млн копий в неделю, в марте 2006 года оригинальный дизайн полностью был изменён, став более современным. Журнал рассылается по почтовой подписке, кроме того, действует официальный сайт, управляемый Синди Стиверс, где регулярно выкладываются новости, интересные видеоролики, фотографии. Присутствует архив со старыми статьями и интервью, известные авторы ведут личные блоги и колонки.
Ежегодно журналом вручается премия Ewwy Award, награда лучшим телевизионным сериалам различных жанров и направлений.